# Jonathan Kennard
Jonathan Kennard (ur. 26 czerwca 1985 roku w Tunbridge Wells) – brytyjski kierowca wyścigowy.

## Kariera
Kennard rozpoczął karierę w międzynarodowych wyścigach samochodowych w 2002 roku od startów w T Cars, gdzie został sklasyfikowany na szóstej pozycji w klasyfikacji generalnej. W późniejszych latach Brytyjczyk pojawiał się także w stawce Formuły Palmer Audi, edycji zimowej Brytyjskiej Formuły Renault 2.0, klasy narodowej Brytyjskiej Formuły 3, Grand Prix Makau, Masters of Formula 3, Superleague Formula, Międzynarodowej Formuły Master, 24-godzinnego wyścigu Le Mans, Le Mans Series oraz FIA GT1 World Championship.
W 2008 roku Brytyjczyk pełnił funkcję kierowcy testowego ekipy Williams w Formule 1.

## Wyniki w 24h Le Mans
| Rok  | Zespół                    | Partnerzy                     | Samochód         | Klasa | Okr. | Poz. | Klasa Pos. |
| ---- | ------------------------- | ----------------------------- | ---------------- | ----- | ---- | ---- | ---------- |
| 2010 | Kruse Schiller Motorsport | Jean de Pourtales Hideki Noda | Lola B07/40-Judd | LMP2  | 291  | 26   | 10         |